# Anna Lea Merritt

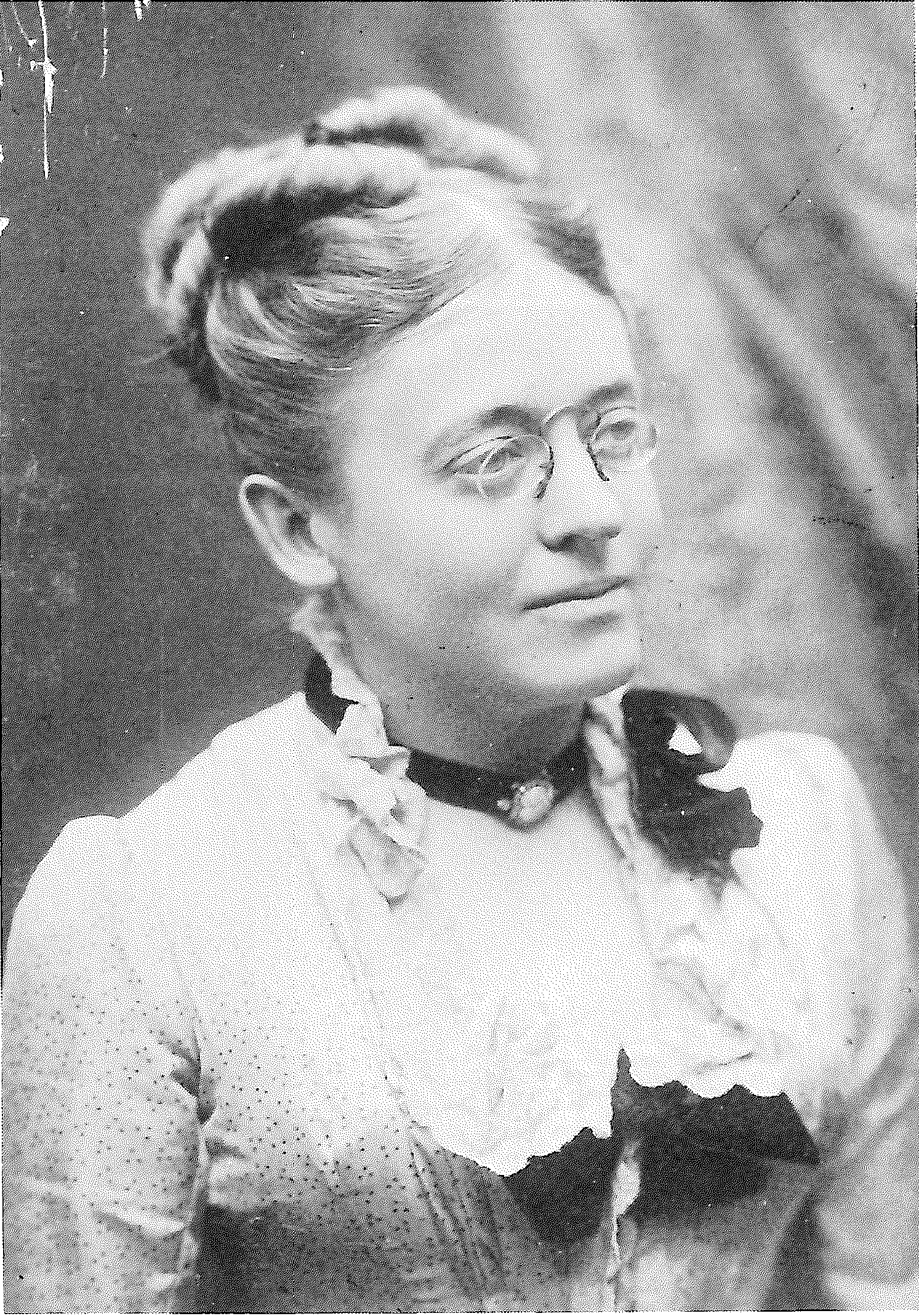
Anna Lea Merritt (1885)

Anna Massey Lea Merritt (* 13. September 1844 in Philadelphia, Pennsylvania; † 5. April 1930 in Hurstbourne Tarrant, Hampshire, Vereinigtes Königreich) war eine US-amerikanische Malerin. Sie malte vor allem Porträts, Landschaften und religiöse Szenen.

## Leben
Anna Massey Lea wurde am 13. September 1844 als erste von sechs Schwestern in Philadelphia geboren. Ihre Eltern Joseph Lea und Susanna Massey waren wohlhabende Quäker. Lea studierte Anatomie am Woman’s Medical College of Pennsylvania.
Im Jahr 1865 siedelte die Familie nach Europa über, wo Anna Lea Kunstunterricht bei Stefano Ussi, Heinrich Hoffman, Léon Cogniet und Alphonse Legros nahm. 1870 flüchtete die Familie vor dem Deutsch-Französischen Krieg und zog nach London. Im Jahr darauf traf Lea den Kunstkritiker und Bildrestaurator Henry Merritt (1822–1877), der zunächst ihr Tutor und später ihr Ehemann wurde. Sie heirateten am 17. April 1877, jedoch starb Henry Merritt bereits am 10. Juli desselben Jahres. Anna Lea hatte keine Kinder und heiratete auch kein zweites Mal. Sie verbrachte ihr weiteres Leben in England, reiste jedoch noch häufig in die USA. In beiden Ländern hatte sie Ausstellungen und erhielt Auszeichnungen.

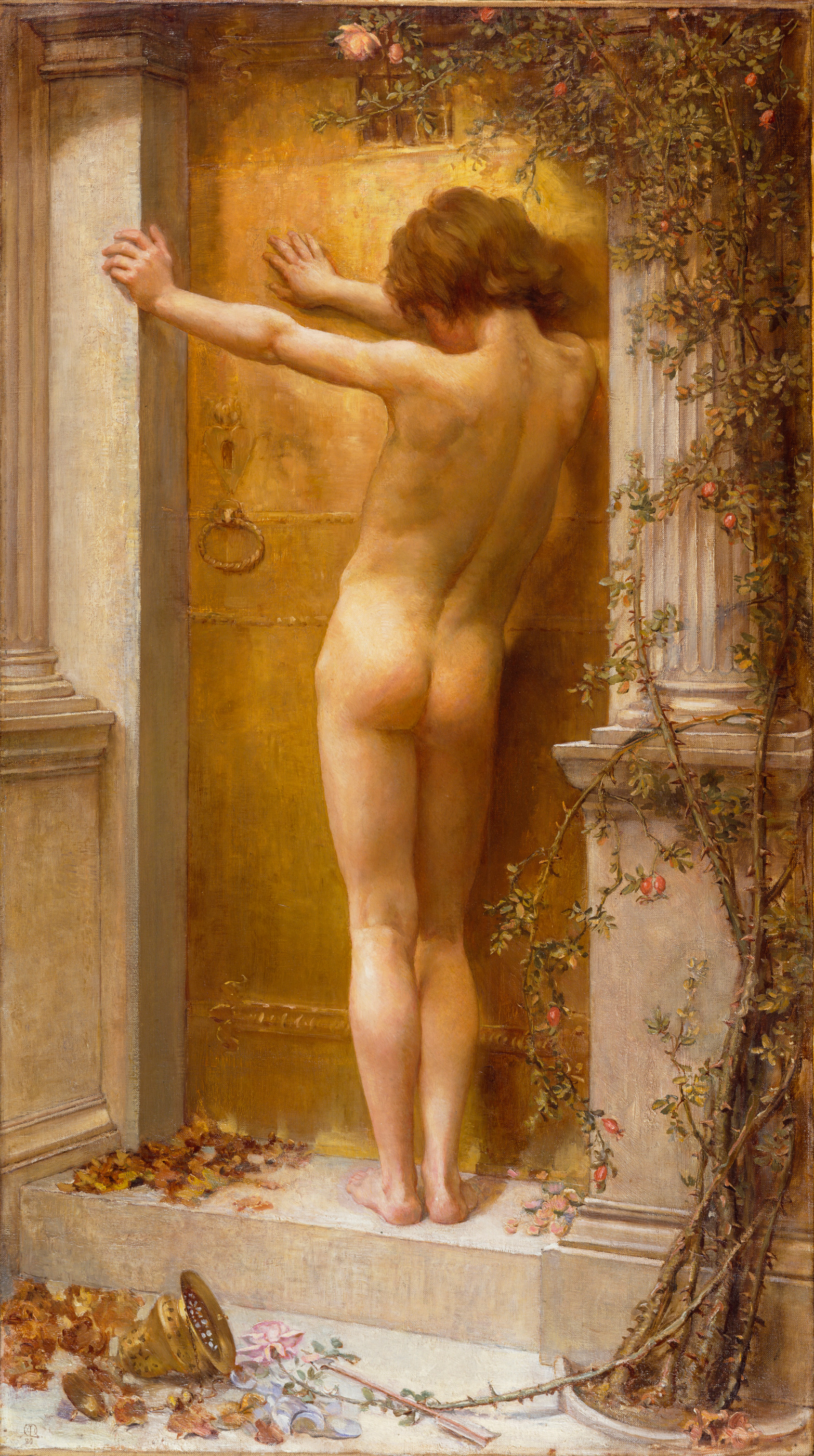
Love Locked Out, 1890 (Öl auf Leinwand, 115,6 × 64,1 cm; Tate Britain, London)

Merritts bekanntestes Werk ist das Ölgemälde Love Locked Out, das im Andenken an ihren wenige Monate nach ihrer Hochzeit verstorbenen Mann entstand. Obwohl Merritt schon zu dieser Zeit eine bekannte Malerin war, hatte sie eigentlich beabsichtigt, ihre Karriere nach ihrer Hochzeit zu beenden, jedoch setzte sie nach dem Tod ihres Mannes ihr künstlerisches Schaffen fort. Das Gemälde wurde 1890 in der Royal Academy of Arts in London ausgestellt und durch den Nachlass Francis Leggatt Chantreys als erstes Gemälde einer weiblichen Künstlerin für die britische Nationalsammlung erworben. Durch das Werk wurde Merritt zudem im Buch Women Painters of the World aufgeführt, das einen Überblick über bekannte Malerinnen bis 1905 bietet.
Merritt war Mitglied der Royal Society of Painters and Etchers in London und stellte ihre Werke regelmäßig an der Pennsylvania Academy of the Fine Arts in Philadelphia, der Royal Academy of Arts in London sowie im Salon de Paris aus. Außerdem wurden ihre Gemälde in drei Weltausstellungen gezeigt, in der Centennial Exhibition 1876 in Philadelphia, der Weltausstellung 1889 in Paris und der World’s Columbian Exposition 1893 in Chicago.
Anna Lea Merritt starb am 5. April 1930 in Hurstbourne Tarrant, einem Dorf in der Grafschaft Hampshire.

## Zitat
Im Jahr 1900 schrieb Merritt, dass sie sich weniger mit Diskriminierung aufgrund ihres Geschlechts konfrontiert sah, sondern vielmehr den sozialen Druck spürte, der die Karriere eines weiblichen Künstlers hemmen konnte, und schlussfolgerte:

“The chief obstacle to a woman’s success is that she can never have a wife. Just reflect what a wife does for an artist: Darns the stockings; keeps his house; writes his letters; visits for his benefit; wards off intruders; is personally suggestive of beautiful pictures; always an encouraging and partial critic. It is exceedingly difficult to be an artist without this time-saving help. A husband would be quite useless.”

„Das größte Hindernis für den Erfolg einer Frau ist, dass sie niemals eine Ehefrau haben kann. Bedenken Sie nur, was eine Frau für einen Künstler tut: Sie stopft die Strümpfe, führt den Haushalt, schreibt seine Briefe, macht Besuche zu seinem Vorteil, wehrt Eindringlinge ab, dient selbst als Anregung für schöne Bilder und ist immer eine ermutigende und wohlwollende Kritikerin. Es ist außerordentlich schwierig, eine Künstlerin ohne diese zeitsparende Hilfe zu sein. Ein Ehemann wäre gänzlich nutzlos.“